# 55-та окрема артилерійська бригада «Запорізька Січ»
55-та окрема артилерійська бригада «Запорізька Січ» (55 ОАБр, в/ч А1978, пп В0105) — військове з'єднання артилерійських військ Збройних сил України. Бригада дислокується у м. Запоріжжя. Перебуває у складі оперативного командування «Схід».
Бригада носить почесну назву Запорізька Січ.

## Історія
Постановою Верховної Ради України № 1413-ХП від 24.08.91 55-та артилерійська дивізія з 03.01.1992 року перейшла під юрисдикцію України. Присягу на вірність народові України особовий склад військової частини склав 19.01.1992 року.
У 1992 році вперше в історії незалежної України 371-й реактивний артилерійський полк 55-ї артилерійської дивізії здійснив пуски реактивних систем «Смерч» на Гончарівському полігоні. Наступні пуски реактивних систем «Смерч» були здійснені у 2001 році на полігоні «Чауда».
У 1998 році особовий склад військової частини взяв участь у першому військовому параді Збройних Сил України в місті Києві.
Згодом, згідно з директивою Міністра оборони України, 55-та артилерійська дивізія переформована у 2-гу тактичну групу артилерії, а у жовтні 2005 року управління 2-ї тактичної групи артилерії й 20-й артилерійський полк переформовані на 55-ту окрему артилерійську бригаду.

### Російсько-українська війна
1 березня 2014 року бригада була приведена у повну бойову готовність. Навесні 2014 особовий склад першої зведеної гаубичної артилерійської батареї здійснював демонстраційні дії у Новотроїцькому районі Херсонської області на кордоні з окупованим Кримом.
З квітня 2014 року батареї 55-ї окремої артилерійської бригади брали участь у війні на Донбасі.
Протягом літа 2014 року підрозділи 55-ї окремої артилерійської бригади здійснювали вогневу підтримку механізованих, десантних, добровольчих підрозділів; забезпечували деблокування та звільнення населених пунктів — Слов'янськ, Лиман, Сіверськ, Лисичанськ.
З травня до початку серпня 2014 року дві батареї запорізьких артилеристів разом з іншими підрозділами ЗСУ перебували у повному оточенні під час боїв на українсько-російському кордоні — під щоденними обстрілами російських «Градів», з мізерним боєзапасом, майже без води та продовольства. Влітку 2014 року бригада зазнала перших бойових втрат — загинули солдат Василь Косенко, майор Сергій Білокобильський, підполковник Петро Третяк, старший сержант Євген Сиротін.
З серпня 2014 року до лютого 2015 року підрозділи бригади брали участь в обороні Дебальцівського плацдарму. 14 лютого 2015 року, за 20 хвилин до оголошення перемир'я, визначеного Мінськими домовленостями, від потрапляння снаряда РЗСВ «Град» загинув старший сержант Євген Дужик й дістав важкі поранення молодший сержант Олександр Говоруха. Він помер наступного дня у районній лікарні міста Бахмут Донецької області.
З жовтня 2014 року до лютого 2015 року особовий склад 2-ї, 3-ї, 4-ї гаубичної артилерійської батареї підтримував захисників Донецького аеропорту. Артилерійські батареї 55-ї бригади за весь період оборони ДАПу випустили понад 15 тисяч снарядів по броньованій та автомобільній техніці, вогневим засобам та живій силі противника.
У листопаді 2014 року до складу бригади увійшов 39-й окремий мотопіхотний батальйон, який згодом було переформовано на лінійний батальйон охорони бригади.
За мужність та героїзм виявлені у захисті суверенітету та територіальної цілісності України 24 серпня 2015 року з нагоди святкування 24-ї річниці Незалежності України Президент України вручив бригаді Бойовий Прапор.
В грудні 2017 року підрозділи 55 окремої артилерійської бригади вперше у повному складі було виведено із зони проведення Антитерористичної операції для відновлення, доукомплектування й проведення бойового злагодження. Після цього з квітня по жовтень 2018 року артилеристи виконували бойові завдання на Донецькому напрямку.
22 серпня 2018 року Указом Президента України № 232/2018 «Про присвоєння почесних найменувань військовим частинам Збройних Сил України та уточнення деяких найменувань» 55 окремій артилерійській бригаді присвоєно почесне найменування — «Запорізька Січ». Цей день відзначається як День військової частини.
В подальшому підрозділи бригади у повному складі виконували бойові завдання з листопада 2019 року по липень 2020 року та з вересня 2021 року на Донецькому, Волноваському й Маріупольському напрямках Донецької області.
55-та окрема артилерійська бригада «Запорізька Січ» неодноразово визнавалась однією з найбоєздатніших артилерійських бригад Збройних Сил України.

### Російське вторгнення в Україну (2022)
У жовтні 2022 року командир бригади Роман Качур сказав в інтерв'ю, що із прибуттям гаубиць M777, які були точніші за попереднє озброєння, бригада була здатна влучати у цілі, захищені фортифікаціями під Донецьком. Це змусило росіян відтягнути артилерію.
У листопаді 2022 року бригада брала участь у боях на Херсонському напрямку та звільненні правобережжя Херсонщини.
Станом на червень 2024 року запорізькі артилеристи продовжували виконувати бойові завдання на території Донецької області, працюючи на CAESAR.

## Структура

### 1998
- Управління 55-ї артилерійської дивізії (потім управління 2 тактичної групи артилерії).
- 263-тя протитанкова артилерійська бригада
- 235-та розвідувальний артилерійський полк
- 237-ма протитанкова артилерійська бригада (Новоолександрівка) (потім 20-й артилерійський полк)
- 371-ша реактивно-артилерійська бригада
- 1773-тя база зберігання

### 2017
У складі бригади 6 дивізіонів:
- 1-й артилерійський дивізіон (2А36 «Гіацинт-Б»)
- 2-й артилерійський дивізіон (2А36 «Гіацинт-Б»)
- 3-й артилерійський дивізіон (2А65 «Мста-Б»)
- 4-й артилерійський дивізіон (2А65 «Мста-Б»)
- Протитанковий артилерійський дивізіон (МТ-12 «Рапіра»)
- Дивізіон артилерійської розвідки
- Батальйон охорони

## Командування
- 2005—2007: полковник Лорман Борис Анатолійович
- 2007—2010: полковник Замотаєв Євген Миколайович
- 2010—05.03.2018: полковник Брусов Сергій Євгенович[10]
- 05.03.2018—01.2025: полковник Качур Роман Володимирович[10][11]

## Озброєння
Самохідні установки:
- CAESAR[12]
- 2С22 «Богдана»[13]

Причепна артилерія:
- M777[14]
- 2А65 Мста-Б[15]
- Д-20[16]
- 2А36 «Гіацинт-Б»
- МТ-12 «Рапіра»[17]

Інша зброя:
- ПТРК «Штурм»[17]

## Традиції
22 липня 2010 року Указом Президента України № 780/2010 бригаді присвоєне почесне найменування «імені двічі Героя Радянського Союзу генерал-полковника Василя Петрова».
24 серпня 2015 року під час Маршу Незалежності на відзначення 24-ї річниці Незалежності України, що пройшов у Києві на Хрещатику, Президент України Петро Порошенко вручив бойовий прапор з відзнакою Президента України — стрічкою до Бойового Прапора «За мужність та відвагу» командиру бригади полковнику Сергію Брусову.
18 листопада 2015 року з офіційної назви бригади вилучено згадки про радянські ордени. Відтоді офіційна назва бригади — 55 окрема артилерійська бригада імені генерал-полковника Василя Петрова.
Указом Президента України від 22 серпня 2018 року № 232/2018 бригаді присвоєне почесне найменування «Запорізька Січ». До цього бригада мала почесне найменування «імені генерал-полковника Василя Петрова».
12 жовтня 2019 року запорізькі артилеристи першими серед усіх артилерійських бригад ЗСУ урочисто отримали офіційні берети кольору «полум'я».
Вручення артилерійських беретів військовослужбовцям, які зробили свій перший постріл з гармати, вже стало традицією у 55-й окремій артилерійській бригаді «Запорізька Січ».
28 липня 2023 року 55 окрема артилерійська бригада «Запорізька Січ» Сухопутних військ Збройних Сил України указом Президента України Володимира Зеленського відзначена почесною відзнакою «За мужність та відвагу».

### Символіка
23 лютого 2019 року Начальник ГШ ЗСУ Віктор Муженко офіційно затвердив нову емблему бригади.
На нарукавному знаку бригади щит поділено навскіс червоними та чорними язиками полум'я, що символізує звитяжність, хоробрість, мужність, вірність, обачність, мудрість та наполегливість.

Нарукавні знаки
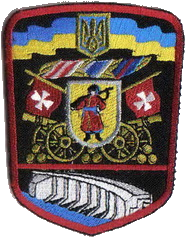
2009 рік
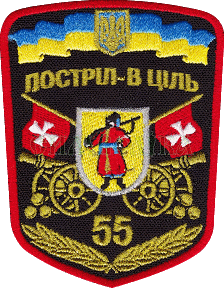
2015 рік
з 2019 року

## Вшанування
У 2015 році запорізький художник Михайло Дяченко присвятив землякам серію постерів «Громовержці».
12 жовтня 2019 року на території військової частини встановлено меморіальний знак у пам'ять про 33 загиблих бійців 55-ї окремої артилерійської бригади «Запорізька Січ». Знак встановлено за ініціативи самих військовослужбовців і за їх кошт.
У місті Запоріжжя є вулиця Героїв 55-ї бригади.

### У літературі
Солдат 55-ї бригади Назар Розлуцький опублікував книгу «Нотатник мобілізованого» («Темпора», Київ, 2018), яка стала своєрідним підсумком його перебування на фронті у 2015—2016 роках.
Командир гармати Геннадій Харченко, історик, перекладач і економіст за освітою, мешканець Запоріжжя, написав книгу «Щоденник артилериста» («Фоліо», 2019) про найважливіші події періоду активної участі артбригади у війні. У створенні книги авторові допомагали бійці 55-ї окремої артилерійської бригади і волонтери фонду «Сестри Перемоги».

### Нагороджені
Найвищими державними нагородами відзначені:
- Качур Роман Володимирович — полковник, командир бригади. Герой України (2022).[32]

## Галерея

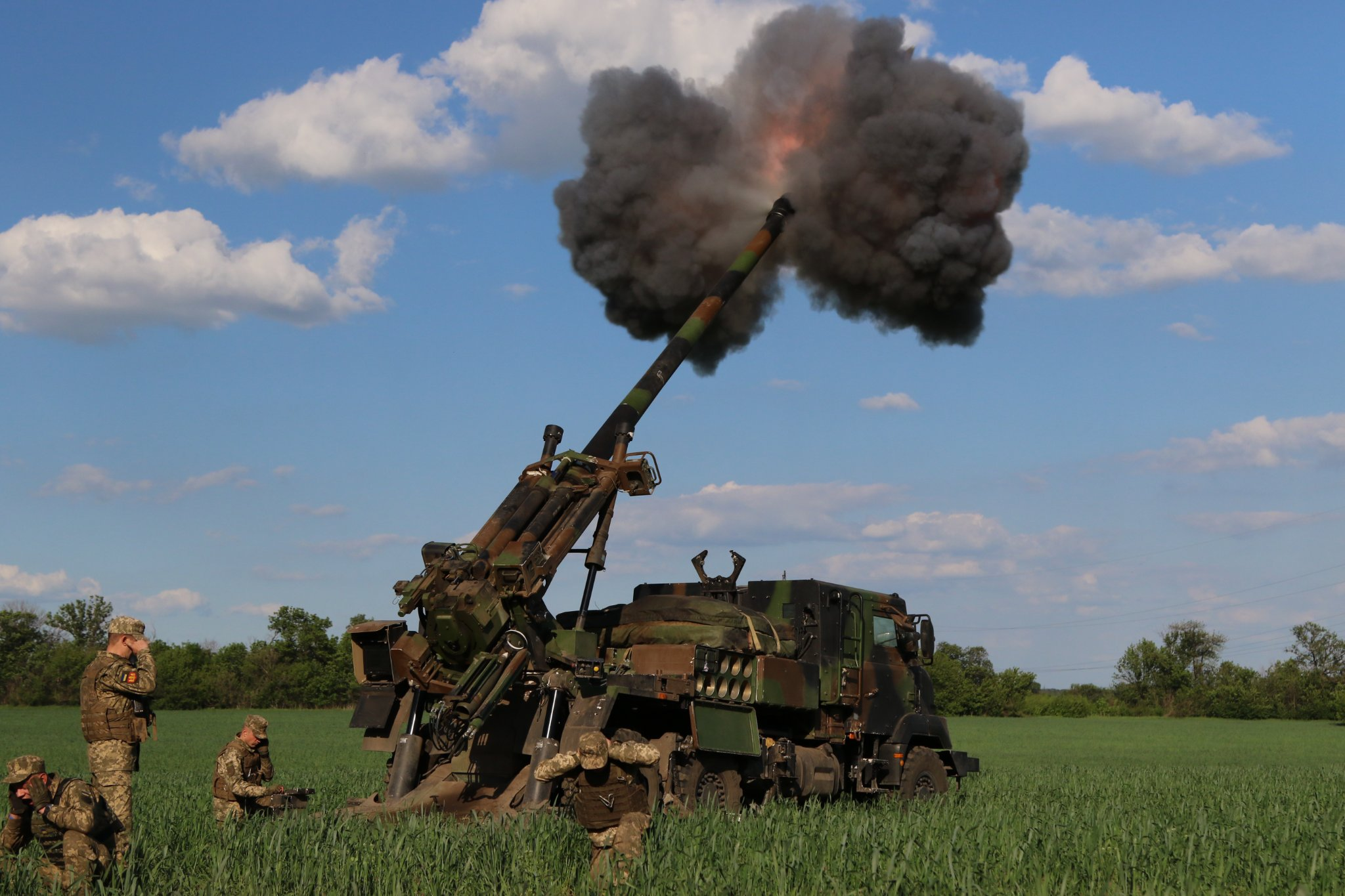
Навчання на CAESAR, травень 2022